# Life thru a Lens
Life thru a Lens je debutové album anglického zpěváka Robbieho Williamse, vydané dva roky po rozpadu kapely Take That, v roce 1997. V britské hitparádě deska dosáhla první příčky.
Celkem bylo vydáno pět singlů („Old Before Die“, „Lazy Days“, „South of the Border“, „Angels“ a „Let Me Entertain You“). Album bylo ve Spojeném království oceněno jako 8x platinové a prodalo se ho okolo 2 500 000 kusů. Největším hitem je nejspíše skladba „Angels“.[zdroj⁠?!]

## Seznam skladeb
1. „Lazy Days“ – 3:52
2. „Life thru a Lens“ – 3:06
3. „Ego a Go Go“ – 3:31
4. „Angels“ – 4:23
5. „South of the Border“ – 3:52
6. „Old Before I Die“ – 3:52
7. „One of God's Better People“ – 3:33
8. „Let Me Entertain You“ – 4:20
9. „Killing Me“ – 3:55
10. „Clean“ – 3:51
11. „Baby Girl Window“ – 6:10